# Fenomen Bancauda
Fenomen Bancauda, zjawisko Bancauda (ang. Bancaud phenomenon) – patologiczny objaw, polegający na jednostronnym braku stłumienia częstotliwości tylnego rytmu dominującego (PDR – posterior dominant rhythm) tzw. reakcji zatrzymania, w zapisie EEG podczas zamykania oczu przez chorego. Po zamknięciu oczu obserwuje się przejściowy (0,5–2 s) wzrost częstotliwości i amplitudy fal alfa (ang. squeak effect), rzadko mogą wystąpić uogólnione wyładowania zespołów iglica/wieloiglica – fala wolna lub fale ostre w okolicach potylicznych (ang. eye closure sensitivity). Występuje u pacjentów z uszkodzeniem mózgu po stronie, gdzie wystąpił brak reakcji np. po przebytym udarze mózgu (wczesny objaw), przy występowaniu guza mózgu.